# Anomoeotidae
Anomoeotidae este o familie de molii din superfamilia Zygaenoidea. Există cam 40 de specii răspândire în zonele orientale și afrotropicale. 

## Genuri
Familia este împărțită în următoarele genuri: 
- Akesina	Moore
- Anamoeotes	Holland
- Anesina	Kirby	1892
- Anomocoetes	Strand	1912
- Anomoeotes	Felder	1874
- Anomoetes	Neave	1940
- Dianeura	Butler	1888
- Plethoneura	Bryk	1913
- Staphylinochrous	Butler	1894
- Thermochrous	Hampson